# Voyez comme on danse (film)
Pour les articles homonymes, voir Voyez comme on danse.
Série
Embrassez qui vous voudrez
(2002)
Pour plus de détails, voir Fiche technique et Distribution.
Voyez comme on danse est une comédie française écrite et réalisée par Michel Blanc, sortie en 2018. Il s’agit d'un scénario original de Michel Blanc, dans lequel il invente, quinze ans après, un avenir aux personnages de Embrassez qui vous voudrez, son adaptation du roman Vacances anglaises de Joseph Connolly.

## Synopsis
Alors que Julien se sent suivi en permanence, ce qui exaspère fortement sa femme Lucie, leur fils Alex apprend qu’Eva, lycéenne de dix-sept ans, est enceinte de lui. Véro, la mère d’Eva, est quant à elle dans une mauvaise passe et se demande comment elle va pouvoir nourrir le futur enfant de sa fille. Elizabeth ne sait pas où est passé son mari, Bertrand. Elle voit par ailleurs sa maison perquisitionnée. Serena, la maîtresse de Julien, sent que ce dernier lui ment. Quant à Loïc, le fils aîné de Véro, il paraît être le seul élément stable.

## Fiche technique
- Titre original : Voyez comme on danse
- Réalisation : Michel Blanc
- Scénario :  Michel Blanc, d'après les personnages créés par Joseph Connolly
- Décors : Jean-Marc Tran Tan Ba
- Costumes : Khadija Zeggaï
- Photographie : Pierric Gantelmi d'Ille
- Son : Pierre André
- Montage : Maryline Monthieux
- Musique : n/a
- Production : Yves Marmion
- Sociétés de production : Les Films du 24 ;  France 2 Cinéma (coproduction) et Umedia (production belge) ; SOFICA Cinémage 12 (en association avec)
- Sociétés de distribution : UGC Distribution (France) ; Cinéart (Belgique), Praesens film (Suisse romande)
- Budget : 8,9 millions d'euros
- Pays d’origine :  France
- Langue originale : français
- Format : couleur
- Genre : comédie
- Durée : 84 minutes
- Dates de sortie :
  - France : 22 août 2018 (Festival du film francophone d'Angoulême) ; 10 octobre 2018 (sortie nationale)
  - Belgique, Suisse romande : 10 octobre 2018

## Distribution
- Karin Viard : Véro
- Carole Bouquet : Lucie
- Charlotte Rampling : Elizabeth Lannier
- Jean-Paul Rouve : Julien
- William Lebghil : Alex
- Jacques Dutronc : Bertrand Lannier
- Michel Blanc : Jean-Pierre
- Guillaume Labbé : Loïc
- Jeanne Guittet : Eva
- Sara Martins : Serena
- Émilie Caen : Laura
- Claudine Vincent : Mamita
- Annie Mercier : Madame Andrée
- Benoît Moret : Mathias le copain psy
- Mikaël Chirinian : Manu le barman
- Arthur Verret : Jules le copain d'Alex
- Sandra Colombo : La femme de chambre
- Philippe Vieux : Le galeriste
- Céline Mauge : La pharmacienne
- Fabrice Chavinier : Greg le coach RPM
- Benoît Tachoires : Le patron bar Véro
- Karim Fortas : Coach aquacycling
- Romain Ogerau : Juge Bertrand
- Nicola Perot : Serveur
- Nabil Taleb : La merveille
- Étienne Ménard : Le voisin Serena
- Frédéric Siuen : Le jeune Chinois gare
- Léa Swan : La secrétaire

## Production

### Développement et genèse
Michel Blanc retrouve ici les personnages de son film Embrassez qui vous voudrez, qui était une adaptation du roman Vacances anglaises de l’écrivain anglais Joseph Connolly. Ici, il n'adapte pas directement un roman de l'auteur mais imagine l'évolution de certains personnages présents dans son film de 2002 :

« Cela faisait des années qu’Yves Marmion, mon producteur, essayait de me convaincre de repasser à la réalisation. « Et si tu imaginais une suite à Embrassez qui vous voudrez ?, m’a-t-il lancé un jour. Je ne suis pas trop fan des suites – je trouve que ça fait un peu deuxième pression. Un an après la sortie de Vacances anglaises Connolly s’y est essayé avec N’oublie pas mes petits souliers, dont l’intrigue se déroule trois mois après les événements du premier roman : à l’époque, j’avais trouvé que les personnages n’avaient pas eu le temps d’évoluer. Hors de question, donc, de me replonger, et eux avec, dans la même période. Par contre, l’idée de les retrouver quinze ans plus tard a fait son chemin : durant tout ce temps, ils avaient forcément un peu changé. L’exercice de style consistant à partir de ces caractères et à leur inventer de toutes pièces une histoire m’excitait : c’était comme un puzzle blanc, un peu vertigineux. »

— Michel Blanc

### Attribution des rôles
La plupart des actrices et acteurs reprennent donc ainsi leur rôle, à l'exception du personnage de Loïc (le fils de Véro jouée par Karin Viard), incarné par Gaspard Ulliel dans Embrassez qui vous voudrez, dont le rôle est repris par Guillaume Labbé. Michel Blanc a expliqué sa décision de remplacer Ulliel : 

« Gaspard, qui débutait à l’époque, est devenu une star. En le prenant, je risquais de
perdre le côté choral du film. Je lui ai expliqué mon problème-je ne voulais surtout
pas qu’il se sente évincé- et ai cherché un autre acteur, très différent. Dès les essais,
j’ai su que Guillaume Labbé avait l’équilibre et la solidité qui convient au fils de
Véronique. C’est le seul de cette famille à avoir du bon sens. Il a tout sur le dos et il
assume. Il a remplacé le père. »

— Michel Blanc

### Tournage
Le tournage a lieu à Paris, notamment à la gare de Paris-Montparnasse, ainsi qu'à Cabourg dans le Calvados. L'avant-dernière scène, quant à elle, a été tournée rue Dupont-de-l'Eure dans le 20e arrondissement de Paris.

## Accueil

### Festivals et sorties
Voyez comme on danse est présenté en avant-première le 22 août 2018 dans la section « Les avant-premières » au Festival du film francophone d'Angoulême, ainsi que le 2 octobre 2018 dans le section « Avant-premières » au Festival international du film francophone de Namur en Belgique. Il sort le 10 octobre 2018 dans les grands écrans en France, Belgique et Suisse romande.

### Box-office
| Pays ou région | Box-office      | Date d'arrêt du box-office | Nombre de semaines |
| -------------- | --------------- | -------------------------- | ------------------ |
| France         | 444 170 entrées | 6 novembre 2018            | 4                  |
| Total mondial  | 3 191 370 $     | -                          | -                  |

## Sélections
- Festival du film francophone d'Angoulême 2018[5] : section « Les avant-premières »
- Festival international du film francophone de Namur 2018[6] : section « Avant-premières »

### Documentation
- Dossier de presse Voyez comme on danse